# Markus Babbel
Markus Babbel (München, 8 september 1972) is een Duits voetbaltrainer en voormalig profvoetballer.

## Clubcarrière
Babbel begon zijn carrière bij Bayern München, waar hij in de jeugd speelde en één seizoen bij het eerste elftal. Hij kwam weinig aan spelen toe en vertrok in 1992 naar Hamburger SV, waar hij in twee seizoenen bijna alle competitiewedstrijden speelde. Zijn goede spel bleef niet onopgemerkt en in 1994 keerde Babbel terug naar Bayern, waar hij deze keer wel in de basis stond. Na zes seizoenen verliet hij de club om aan de slag te gaan bij Liverpool FC. Hier kwam hij in de eerste twee seizoenen veel aan spelen toe. In 2003 werd hij verhuurd aan Blackburn Rovers, nadat hij in datzelfde jaar van doktoren te horen kreeg dat hij aan het syndroom van Guillain-Barré leed. In 2004 verliet hij Engeland om zijn carrière af te sluiten bij VfB Stuttgart in zijn geboorteland. Hij sloot er zijn carrière af in 2007. Na zijn profcarrière werd hij bij Stuttgart aangesteld als assistent-coach. Sinds oktober 2014 is hij trainer van FC Luzern.
Babbel heeft in zijn carrière heel wat prijzen gewonnen met de clubs waarvoor hij speelde. Met Bayern München won hij de UEFA Cup in 1996, werd hij driemaal landskampioen (1997, 1999, 2000), won hij driemaal de Ligapokal (1997, 1998, 1999), tweemaal de Beker van Duitsland (1998, 2000) en speelde hij de finale van de Champions League in 1999. Met Liverpool won hij de League Cup (2001), de FA Cup (2001), het FA Community Shield (2001) en de UEFA Super Cup (2001). Ten slotte werd hij met Stuttgart landskampioen in 2007.

## Interlandcarrière
Babbel speelde in 1992 en 1993 twaalf wedstrijden voor Jong Duitsland. In 1994 maakte hij zijn debuut voor de Duitse nationale ploeg. Hij speelde in totaal 51 interlands en wist eenmaal te scoren. Zijn enige interlandtreffer maakte hij op 6 september 1995, toen Duitsland in het Frankenstadion in Neurenberg met 4-1 won van Georgië. Babbel nam met Duitsland deel aan het EK 1996 (winst in de finale tegen Tsjechië), het WK 1998 en het EK 2000.

## Erelijst
Met Bayern München:
- 1996: UEFA-Cup
- 1997: Duits landskampioen en Ligapokal
- 1998: DFB-Pokal en Ligapokal
- 1999: Duits landskampioen en Ligapokal
- 2000: Duits landskampioen, DFB-Pokal en Ligapokal

Met Liverpool:
- 2001: FA Cup, League Cup, Charity Shield, UEFA Cup en UEFA Super Cup

Met VfB Stuttgart:
- 2007: Duits landskampioen

Met Duitsland:
- 1996: Europees kampioen